# Hall omnisports André Cools
 (octobre 2024).
Si vous disposez d'ouvrages ou d'articles de référence ou si vous connaissez des sites web de qualité traitant du thème abordé ici, merci de compléter l'article en donnant les références utiles à sa vérifiabilité et en les liant à la section « Notes et références ».
Le hall omnisports André Cools, parfois dénommé Salle André Cools, est un équipement sportif situé à Flémalle, en province de Liège, et ouvert en 1973.
La salle est alors nommée en l'honneur d'André Cools, bourgmestre de Flémalle depuis 1965 et ancien handballeur au Royal Olympic Club Flémalle. Ce dernier est le principal club résident de la salle même si elle a également accueilli les matchs des clubs de volley-ball du MJVBC Flémalle et de handball du Racing Olympic Club Flémalle à partir de 2010.

## Histoire
La salle est construite en 1973 pour accueillir le club de handball du Royal Olympic Club Flémalle qui y remporte son dixième et dernier titre de champion de Belgique en 1976. Le club y évolue pendant 25 saisons, dont 16 en Division 1, jusqu'en 2009, année de la fusion avec le VOO HC Herstal pour former le VOO HC Herstal-Flémalle ROC. Mais en 2010, un nouveau club, le Racing Olympic Club Flémalle, est créé et y évolue.
L'installation est également utilisée par le club de volley-ball du MJVBC Flémalle qui revient[Quand ?] à Flémalle après s'être exilé à Seraing.
En 2024, la salle fait l'objet d'un rénovation, pour un coût total de  1,27 million €,,.